# Estat coherent comprimit

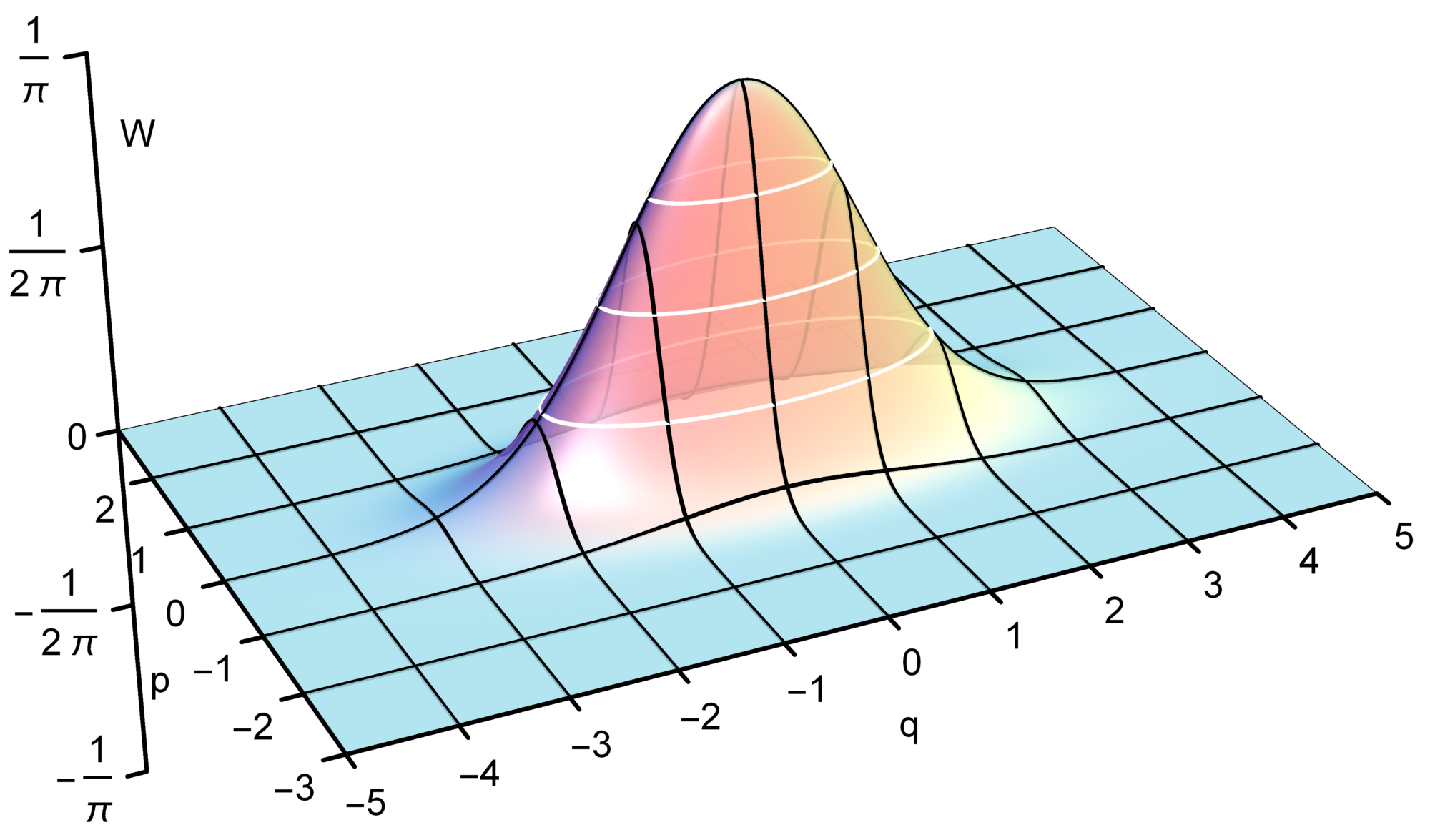
Distribució de l'espai de fase de Wigner d'un estat de llum comprimit amb ζ=0,5.

En física, un estat coherent comprimit és un estat quàntic que normalment es descriu per dos observables no commutables que tenen espectres continus de valors propis. Alguns exemples són la posició {\displaystyle x} i impuls {\displaystyle p} d'una partícula i el camp elèctric (menys) en l'amplitud {\displaystyle X} (fase 0) i en el mode {\displaystyle Y} (fase 90°) d'una ona lluminosa (quadratures de l'ona). El producte de les desviacions estàndard de dos d'aquests operadors obeeix al principi d'incertesa:
{\displaystyle \Delta x\Delta p\geq {\frac {\hbar }{2}}\;} i {\displaystyle \;\Delta X\Delta Y\geq {\frac {1}{4}}}, respectivament.

Funció d'ona de posició animada d'un estat coherent d'amplitud de 2 dB de α=3.

Exemples trivials, que de fet no estan exprimits, són l'estat fonamental {\displaystyle |0\rangle } de l'oscil·lador harmònic quàntic i la família d'estats coherents {\displaystyle |\alpha \rangle }. Aquests estats saturen la incertesa anterior i tenen una distribució simètrica de les incerteses de l'operador {\displaystyle \Delta x_{g}=\Delta p_{g}} en "unitats d'oscil·lador natural" i {\displaystyle \Delta X_{g}=\Delta Y_{g}=1/2}. (A la literatura s'utilitzen diferents normalitzacions per a les amplituds de quadratura. Aquí fem servir la normalització per a la qual la suma de les variacions de l'estat fonamental de les amplituds de quadratura proporciona directament el nombre quàntic del punt zero {\displaystyle \Delta ^{2}X_{g}+\Delta ^{2}Y_{g}=1/2}).
El terme estat comprimit s'utilitza realment per als estats amb una desviació estàndard per sota de la de l'estat fonamental per a un dels operadors o per a una combinació lineal dels dos. La idea darrere d'això és que el cercle que denota la incertesa d'un estat coherent a l'espai de fase en quadratura (vegeu a la dreta) s'ha "comprimit" a una el·lipse de la mateixa àrea. Cal tenir en compte que un estat comprimit no necessita saturar el principi d'incertesa.
Els estats de llum comprimits es van produir per primera vegada a mitjans dels anys vuitanta. En aquell moment, el soroll quàntic s'estrenyia fins a un factor d'aproximadament 2 (3 dB) es va aconseguir la variància, és a dir {\displaystyle \Delta ^{2}X\approx \Delta ^{2}X_{g}/2}. A partir del 2017, factors de compressió superiors a 10 (10 dB) s'han observat directament.
La funció d'ona més general que satisfà la identitat anterior és l' estat coherent comprimit (treballem en unitats amb {\displaystyle \hbar =1}):
{\displaystyle \psi (x)=C\,\exp \left(-{\frac {(x-x_{0})^{2}}{2w_{0}^{2}}}+ip_{0}x\right)}
on {\displaystyle C,x_{0},w_{0},p_{0}} són constants (una constant de normalització, el centre del paquet d'ones, la seva amplada i el valor esperat del seu impuls). La nova característica relativa a un estat coherent és el valor lliure de l'amplada {\displaystyle w_{0}}, que és el motiu pel qual l'estat s'anomena "espremut".